# François Hageman
François Wilhelm (François) Hageman (Zutphen, 10 september 1827 - Malang, ca. 14 november 1903) was een Nederlands organist en pianist.
Hij werd geboren binnen het gezin van Franz Wilhelm Hageman (Nijmegen, gedoopt 3 oktober 1802 - Zutphen 17 juli 1867) en Margrita ten Cate (1791-1864). Die vader, Franz Hageman, was zelf organist in Zutphen en waarschijnlijk weer leerling van zijn vader (ook organist) en Wilhelm Gottlieb Hauff (1750-1816). De jongere broer van François Hageman is musicus Maurice Hageman. Hij is op 16 juni 1858 te Wageningen onder burgemeester Theodorus Prins getrouwd met de Utrechtse Jeanne Jacqueline Macquelijn (overleden april 1900 in Sukabumi, West Java).
François Hageman studeerde muziek en orgel bij zijn vader en vermoedelijk aan het conservatorium in Brussel (1852 en 1853), alhoewel aan dat laatste destijds sterk getwijfeld werd bij zijn aanstelling in Leiden. Hij was organist te Apeldoorn, dirigent te Nijkerk, docent in Wageningen, organist van de Grote Kerk en muziekdocent in Leeuwarden (1859-1860),  muziekdirecteur (Maatschappij der Toonkunst) te Leiden (1860-1864) en had een uitstap naar Batavia, alwaar hij ook concerten heeft gegeven. Hij werd er organist van de Willemskerk. Hij was in 1875 betrokken bij een rel bij de Maatschappij voor Toonkunst Aurora in Nederlands-Indië. Hij was daar aangetrokken als tijdelijke vervanger van zijn broer Maurice en werd aanhoudelijk gevraagd die functie permanent over te nemen. Hij weigerde net zo vaak. Toen de functie toch permanent was geworden, koos het bestuur toch weer voor een ander, dat achter de rug van Hageman om. De bom barstte tijdens een te houden concert.
Hij componeerde een Impromptu voor piano, die in 1877 werd uitgegeven. Voorts verscheen van zijn hand een Etude de concert.